# Anti-Pasti
Gli Anti-Pasti furono un gruppo punk rock britannico, formatosi nel 1979 a Derby, Inghilterra.

## Storia del gruppo
Gli Anti-Pasti si sono fondati nel 1979 da un'idea del cantante Martin Roper e del chitarrista Dugi Bell nel 1979, ex componenti del gruppo "Scrincers", e comprendeva anche Russel Maw e Eddie Bark, i due però abbandonano presto il gruppo e vengono sostituiti da Stu Winfield al basso e Stan Smith alla batteria.
Con questa formazione il gruppo registra il suo primo EP, Four Sore Points, prodotto dalla loro stessa casa discografica.
Successivamente si sono aggiunti Kev Nixon alla batteria e Will Hoon al basso, per sostituire Stu e Stan.
Nel 1980 riescono ad ottenere un contratto con una label, la Rondelet Records, per registrare Let Them Free, nel gennaio del 1981.  Più tardi pubblicano il loro primo album, The Last Call, che si posiziona nella Top 30 della classifica inglese. La loro posizione di discreto successo viene confermata quando il singolo Six Guns raggiunge, alla fine dello stesso anno, la prima posizione nella classifica indipendente, sempre in Inghilterra. In seguito registrano anche un EP in split, Don't Let 'em Grind You Down, con un'altra hardcore band, i The Exploited.
Nel 1982 esce East To The West che precede l'ultimo album del gruppo, Caution To The Wind. Quest'ultimo disco vede il fratello di Will, Ollie, alla seconda chitarra. Dopo l'abbandono di Roper, nel 1984, il gruppo si scioglie.
C'è una riunione nel 1995, ma solo per un piccolo tour in Inghilterra e Germania.

## Formazione
- Martin Roper - voce
- Dugi Bell - chitarra
- Olly Hoon - chitarra
- Will Hoon - basso
- Kev Nixon - batteria

## Discografia
- 1981 - The Last Call
- 1982 - Caution in the Wind
- 2016 - Rise Up